# Ліга Сеаренсе
Ліга Сеаренсе (порт.-браз. Campeonato Cearense de Futebol) — чемпіонат штату Сеара з футболу, в якому беруть участь всі найсильніші клуби штату.

## Історія
Ліга Сеаренсе проводиться під егідою ФСФ — Федерації футболу Сеаренсе (порт.-браз. Campeonato Cearense de Futebol), заснованої 23 березня 1920 року. Згідно з рейтингом КБФ, чемпіонат штату Сеара на даний момент займає 10-е місце за силою у Бразилії.
Перший чемпіонат штату пройшов у 1915 році. За деякими даними в 1914 році відбулася першість штату, переможцем якого став ФК «Ріо-Бранко» з Форталези, але цей чемпіонат не визнається федерацією футболу штату. З кінця 1930-х років футбол у Сеарі став професійним, але титули чемпіонів штату серед аматорів і професіоналів в Лізі Сеаренсе не розділяють.
Історично в штаті домінують два клуби — «Сеара» і «Форталеза», кожен з яких виграв понад 40 титулів чемпіона штату. Третім клубом за кількістю завойованих титулів є 9-кратний чемпіон «Ферровіаріо». Єдиний випадок, коли чемпіоном штату став клуб не з Форталези, відбувся в 1992 році — тоді Федерація футболу Сеаренсе визнала чемпіонами відразу чотири клуби, одним з яких була «Ікаса» з Жуазейру-ду-Норті. Цей клуб припинив існування у 1998 році через борги, був відроджений в 2002 році з тими ж кольорами, майже ідентичною емблемою, виступаючи на тому ж стадіоні, але ФСФ наполягає на тому, що юридично сучасна «Ікаса» не є правонаступником старої «Ікаси».
Формат чемпіонату багатоступінчастий і змішаний. На першому етапі 10 клубів розбиваються на дві групи по п'ять команд. Від кожної з них по три продовжують боротьбу у другому груповому етапі. По дві команди з двох груп виходять у півфінал турніру. Далі у двоматчевих протистояннях виявляються фіналісти чемпіонату, які також вдома і в гостях визначають чемпіона штату.

## Чемпіони
- 1915 — Сеара
- 1916 — Сеара
- 1917 — Сеара
- 1918 — Сеара
- 1919 — Сеара
- 1920 — Форталеза
- 1921 — Форталеза
- 1922 — Сеара
- 1923 — Форталеза
- 1924 — Форталеза
- 1925 — Сеара
- 1926 — Форталеза
- 1927 — Форталеза
- 1928 — Форталеза
- 1929 — Магуарі
- 1930 — Оріон
- 1931 — Сеара
- 1932 — Сеара
- 1933 — Форталеза
- 1934 — Форталеза
- 1935 — Амеріка
- 1936 — Магуарі
- 1937 — Форталеза
- 1938 — Форталеза
- 1939 — Сеара
- 1940 — Трамуейс
- 1941 — Сеара
- 1942 — Сеара
- 1943 — Магуарі
- 1944 — Магуарі
- 1945 — Ферровіаріо
- 1946 — Форталеза
- 1947 — Форталеза
- 1948 — Сеара
- 1949 — Форталеза
- 1950 — Ферровіаріо
- 1951 — Сеара
- 1952 — Ферровіаріо
- 1953 — Форталеза
- 1954 — Форталеза
- 1955 — Калорос-ду-Ар
- 1956 — Жентіландія
- 1957 — Сеара
- 1958 — Сеара
- 1959 — Форталеза
- 1960 — Форталеза
- 1961 — Сеара
- 1962 — Сеара
- 1963 — Сеара
- 1964 — Форталеза
- 1965 — Форталеза
- 1966 — Амеріка
- 1967 — Форталеза
- 1968 — Ферровіаріо
- 1969 — Форталеза
- 1970 — Ферровіаріо
- 1971 — Сеара
- 1972 — Сеара
- 1973 — Форталеза
- 1974 — Форталеза
- 1975 — Сеара
- 1976 — Сеара
- 1977 — Сеара
- 1978 — Сеара
- 1979 — Ферровіаріо
- 1980 — Сеара
- 1981 — Сеара
- 1982 — Форталеза
- 1983 — Форталеза
- 1984 — Сеара
- 1985 — Форталеза
- 1986 — Сеара
- 1987 — Форталеза
- 1988 — Ферровіаріо
- 1989 — Сеара
- 1990 — Сеара
- 1991 — Форталеза
- 1992 — Сеара, Форталеза, Ікаса СК (Жуазейру-ду-Норті), Тірадентес
- 1993 — Сеара
- 1994 — Ферровіаріо
- 1995 — Ферровіаріо
- 1996 — Сеара
- 1997 — Сеара
- 1998 — Сеара
- 1999 — Сеара
- 2000 — Форталеза
- 2001 — Форталеза
- 2002 — Сеара
- 2003 — Форталеза
- 2004 — Форталеза
- 2005 — Форталеза
- 2006 — Сеара
- 2007 — Форталеза
- 2008 — Форталеза
- 2009 — Форталеза
- 2010 — Форталеза
- 2011 — Сеара
- 2012 — Сеара
- 2013 — Сеара
- 2014 — Сеара
- 2015 — Форталеза
- 2016 — Форталеза

## Досягнення клубів
Всі клуби, крім «Ікаси», представляють Форталезу.
1. Сеара — 43
2. Форталеза — 41
3. Ферровіаріо — 9
4. Магуарі — 4
5. Амеріка — 2
6. Ікаса — 1
7. Оріон — 1
8. Калорос-ду-Ар — 1
9. Тірадентес — 1
10. Жентіландія — 1
11. Трамуейс — 1